# 멕시코 제1연방공화국
멕시코 제1연방공화국(스페인어: Primera República Federal de México 프리메라 레푸블리카 페데랄 데 멕시코[*])은 아구스틴 1세의 멕시코 제1제국이 붕괴됨에 따라 1824년 10월에 건국된 공화국이다. 천주교를 유일 국교로 삼은 대의원제 연방공화국이었다.

## 역사
본래 멕시코는 아구스틴 1세의 제국으로 독립했으나 실정과 공화파의 반란으로 인해 제국은 붕괴했고, 임시정부를 거쳐 각 주의 자치를 폭넓게 허락하는 연방제 헌법을 제정해 연방제 국가가 되었다. 이 헌법은 미국 헌법을 많이 본받은 것이었다. 새로운 헌법에서는 미국처럼 각 주 의회의 간선제로 대통령을 선출하며, 선거는 4년에 한 번 치러졌다. 이에 따라 멕시코 독립 영웅인 과달루페 빅토리아(Guadalupe Victoria)가 대통령에 선출되었다.
그러나 멕시코의 독립 전쟁과 제국 붕괴를 겪으면서 국내 산업은 엄청난 피해를 입었고, 또한 멕시코 국내에서 제정을 옹호하던 보수파들이 완전히 사라진 것은 아니었다. 이들은 카우디요라 불리는 토착 군벌 정치가가 되어 권력투쟁을 벌였다.
한편 스페인은 아직도 멕시코의 독립을 인정하지 않고 있었다. 스페인은 계속해서 멕시코에 군대를 보내 멕시코를 다시 지배 하에 두고자 했다. 비록 멕시코는 독립 이후에도 페닌술라르와 크리오요를 동등하게 대우하겠다고 했지만 스페인이 아직도 공공연히 독립을 인정하지 않음에 따라 멕시코의 페닌술라르에 대한 불안도 심해졌다. 이들을 추방해야 한다는 여론도 고조되었다. 하지만 어쨌든 멕시코는 이들도 동등한 멕시코 국민으로 대우하겠다고 약속했고, 이에 따라 멕시코인들 중에서도 페닌술라르 추방에 반대한 사람들이 있었다.
결국 1827년에 멕시코 정부는 이들을 쫓아낼 것을 결정했다. 그러나 페닌술라르는 이미 멕시코 사회의 일원으로써 이들을 쫓아내는 것은 경제의 붕괴를 의미했다. 특히 유통업에 엄청난 타격을 주었다.
1828년에는 두 번째 대통령 선거가 치러졌고, 보수파인 고메스 페드라사(Gómez Pedraza)가 당선되었다. 그러나 자유주의자들은 이에 절대 불복했고, 과달루페 빅토리아보다 더 급진적이었던 비센테 게레로(Vicente Guerrero)가 쿠데타를 일으켜 페드라사를 쫓아냈다. 게레로는 또 한 번 스페인 페닌술라르들을 추방했고, 노예 제도 폐지와 교회 재산 몰수 등 당시로서는 초강경 자유주의적 정책을 밀어붙였다. 또한 쿠바의 독립을 자극하여 스페인의 멕시코 침공을 일으켰는데, 1829년에 스페인은 멕시코를 다시 점령하기 위해 2,600명의 병력을 파견했다. 그러나 산타 안나가 더 적은 병력을 동원해 스페인군에 승리를 거두었다.
당연히 게레로의 조치들은 보수파의 반발을 일으켰고, 1830년에는 아나스타시오 부스타만테(Anastasio Bustamante y Oseguera) 부통령이 쿠데타를 일으켜 게레로를 쫓아냈다. 그는 대통령이 되었고, 보수주의자이자 열렬한 가톨릭주의자로써 공화정부가 취했던 반교회적 조치들을 모두 취소하고 종교의 자유도 억압하고자 했으나, 물론 이는 자유주의자의 강렬한 반발을 샀다. 또한 그의 강력한 중앙집권화 정책은 각 주의 반발을 일으켰다.
결국 1832년 부스타만테 대통령에 반발하는 반란이 일어났고 반란군은 격퇴되었으나, 산타 안나는 반란군의 제의를 받아 반란군에 가담했고, 2차례의 전투가 더 치러진 후 협정이 체결되어 부스타만테는 추방되고 반란군이 대통령으로 세우려했던 마누엘 고메스 페드라사 (Manuel Gómez Pedraza)가 대통령이 되었다.
페드라사 대통령은 멕시코 의회를 소집하였고, 1833년 1월 산타 안나는 대통령으로 당선되었다. 그는 부통령으로 발렌틴 고메스 파리아스(Valentín Gómez Farías)를 지명하고 멕시코의 국정운영을 거의 그에게 일임했다. 그러나 파리아스는 자유주의자였고, 당시 멕시코에서 특권계층이었던 가톨릭 교회와 군대의 특권을 줄이는 개혁을 시행하면서, 이에 우려를 느낀 보수주의자들이 산타 안나에게 기대기 시작했다.
산타 안나는 이들의 요청에 따라, 파리아스 부통령의 행정을 비난하며 가톨릭, 중앙집권적인 보수주의 정부(멕시코 중앙집권공화국)를 수립했다.